# Anne Hathaway
Anne Jacqueline Hathaway (New York, 12 novembre 1982) è un'attrice statunitense.

Firma di Anne Hathaway

Ha ottenuto la fama presso il grande pubblico grazie ai suoi ruoli da protagonista in noti film, quali Pretty Princess (2001), Principe azzurro cercasi (2004), Ella Enchanted - Il magico mondo di Ella (2004), I segreti di Brokeback Mountain (2005), Il diavolo veste Prada (2006), Alice in Wonderland (2010), Amore & altri rimedi (2010), Il cavaliere oscuro - Il ritorno (2012), Interstellar (2014) e Rachel sta per sposarsi (2008), per il quale ha ricevuto la sua prima candidatura per l'Oscar alla miglior attrice e la vittoria di un Critics' Choice Awards.
Nel 2010 vince un Emmy per il doppiaggio di due personaggi nella serie animata I Simpson. Nel 2012 ottiene ampi consensi per la sua interpretazione di Fantine nel film Les Misérables, per il quale si aggiudica l'Oscar alla miglior attrice non protagonista, il Golden Globe per la migliore attrice non protagonista, il BAFTA alla migliore attrice non protagonista, il Critics' Choice Awards e lo Screen Actors Guild Award per la migliore attrice non protagonista cinematografica.

## Biografia

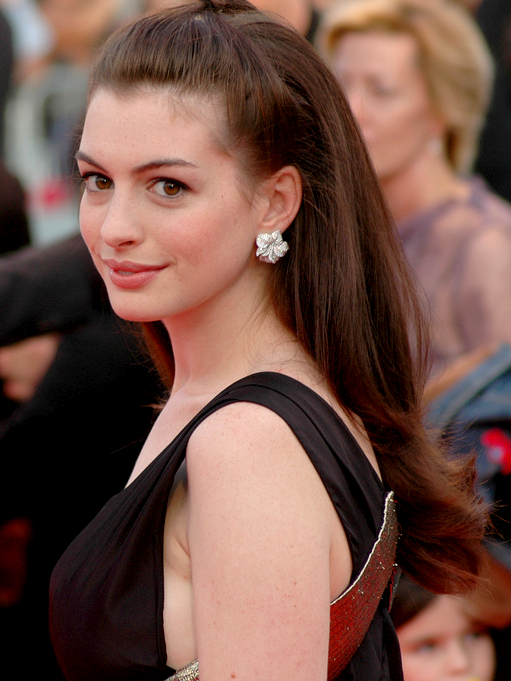
Anne Hathaway al Festival del cinema americano di Deauville 2007

Figlia di Gerald Hathaway, avvocato, e Kate McCauley, a sua volta attrice (quest'ultima appare con la figlia nel film Principe azzurro cercasi), nata nel borough newyorkese di Brooklyn, a sei anni segue i genitori a Millburn (New Jersey). Sua madre fu proprio il modello che ispirò la giovane Hathaway a seguirne le orme. Ha due fratelli, Michael e Tom. Il nonno materno, Joe McCauley, fu una delle personalità radiofoniche più conosciute di Filadelfia. Di educazione cattolica, a 11 anni desiderava consacrarsi come suora, ma a 15 anni abbandona il cattolicesimo. Venuta a conoscenza dell'omosessualità del fratello Michael, decise di non voler più aderire a questa confessione. Da allora si è sempre definita «cristiana generica» (non-denominational Christian), non riconoscendosi in alcuna delle confessioni cristiane esistenti.
Ha debuttato sul piccolo schermo nel 1999, nella serie televisiva statunitense Get Real, mentre il suo primo ruolo al cinema è stato nel 2001, nella commedia Disney Pretty Princess, dove ha interpretato una giovane adolescente, Mia Thermopolis, che scopre di essere la legittima erede al trono del regno immaginario di Genovia. Il regista Garry Marshall aveva inizialmente selezionato Liv Tyler per il ruolo ma, in seguito ai consigli delle sue nipotine, puntò su Hathaway. La pellicola fu accolta positivamente sia dai critici che al botteghino, incassando 165 milioni mondialmente.
Nel 2004 è stata protagonista della fiaba grottesca Ella Enchanted - Il magico mondo di Ella, in cui ha dimostrato le sue abilità canore, ma che ha ricevuto recensioni contrastanti e ha fallito al botteghino. Nello stesso anno è stato distribuito il seguito di Pretty Princess, intitolato Principe azzurro cercasi, bocciato dalla critica ma che riscuote un buon successo. Solo nel 2005 la Hathaway ha cominciato a recitare nei panni di personaggi diversi da quelli delle prime commedie, come in Havoc - Fuori controllo, nel quale interpreta una ragazza di buona famiglia che decide di darsi alla frequentazione di amici pericolosi, e ne I segreti di Brokeback Mountain, film vincitore del leone d'oro a Venezia e candidato all'Oscar in cui interpreta Lureen, moglie di un cowboy segretamente omosessuale, recitando al fianco di Heath Ledger e Jake Gyllenhaal.
Chiuso il contratto con la Disney, Anne Hathaway ha recitato nell'opera che l'ha resa veramente celebre sul grande schermo, Il diavolo veste Prada (2006), con Meryl Streep. Il film ha riscosso un buon successo commerciale, incassando più di 625 milioni di dollari. Nel 2007 è scelta dal regista Julian Jarrold per interpretare la scrittrice Jane Austen nel biografico Becoming Jane - Il ritratto di una donna contro. L'anno dopo interpreta l'Agente 99 nella pellicola Agente Smart - Casino totale di Peter Segal, mentre ha riscontrato meno successo l'incursione nel thriller avvenuta con Passengers - Mistero ad alta quota di Rodrigo García (2008). Nel 2008 ha posato per una foto per il numero Speciale Moda di settembre dell'edizione francese di Vogue. Nello stesso anno si è presentata alla 65ª Mostra internazionale d'arte cinematografica di Venezia, con il film Rachel sta per sposarsi. Per la stessa pellicola è candidata all'Oscar come miglior attrice protagonista. Inoltre, nel 2009 ha interpretato il ruolo di Emma nel film Bride Wars - La mia migliore nemica di Gary Winick.
Nel 2010 veste i panni della Regina Bianca in Alice in Wonderland di Tim Burton, mentre nel 2011 esce nelle sale italiane Amore & altri rimedi, che la vede nuovamente protagonista assieme a Jake Gyllenhaal e che le frutta una candidatura ai Golden Globe. Il 27 febbraio 2011 ha condotto insieme a James Franco l'ottantatreesima edizione degli Oscar. Nel 2012 interpreta Selina Kyle/Catwoman in Il cavaliere oscuro - Il ritorno di Christopher Nolan, uscito il 20 luglio 2012.
Nello stesso anno ottiene il ruolo di Fantine in Les Misérables di Tom Hooper (adattamento cinematografico del noto musical di Broadway, basato sul celeberrimo romanzo di Victor Hugo), uscito in Italia il 31 gennaio 2013, che comprende tra gli interpreti Hugh Jackman e Russell Crowe. Questa interpretazione le è valsa la vittoria ai premi Oscar 2013, ai Golden Globe e ai BAFTA e ai Screen Actor Guild Awards come migliore attrice non protagonista, vincendo così tutti i premi cinematografici più prestigiosi nella sua categoria.
Nel 2014 è nel cast del film fantascientifico Interstellar di Christopher Nolan con Matthew McConaughey e Jessica Chastain. L'anno successivo è protagonista, insieme a Robert De Niro, della pellicola Lo stagista inaspettato. Nel 2016 partecipa ad Alice attraverso lo specchio, proseguimento del grande successo di Tim Burton Alice in Wonderland. Nel mese di giugno viene nominata ambasciatrice globale di buona volontà dalla UN Women, agenzia delle Nazioni Unite che si occupa dei diritti e dell'uguaglianza delle donne. Nel 2018 è nel cast di Ocean's 8 accanto a Sandra Bullock e Cate Blanchett, la pellicola è sequel e spin-off al femminile della trilogia Ocean's. Nel 2019 partecipa a due film accolti negativamente dalla critica: Serenity - L'isola dell'inganno e Attenti a quelle due. Nel maggio dello stesso anno riceve la stella sulla Walk of Fame di Hollywood.

## Vita privata
Nel 2008 incontra l'attore Adam Shulman al Palm Springs Film Festival. I due iniziano a frequentarsi a novembre dello stesso anno; nel novembre del 2011 viene ufficializzato il loro fidanzamento; si sposano il 29 settembre 2012 a Big Sur, in California, in una cerimonia ebraico-cristiana. La coppia ha due figli.. 
È tifosa dell'Arsenal.

## Filmografia

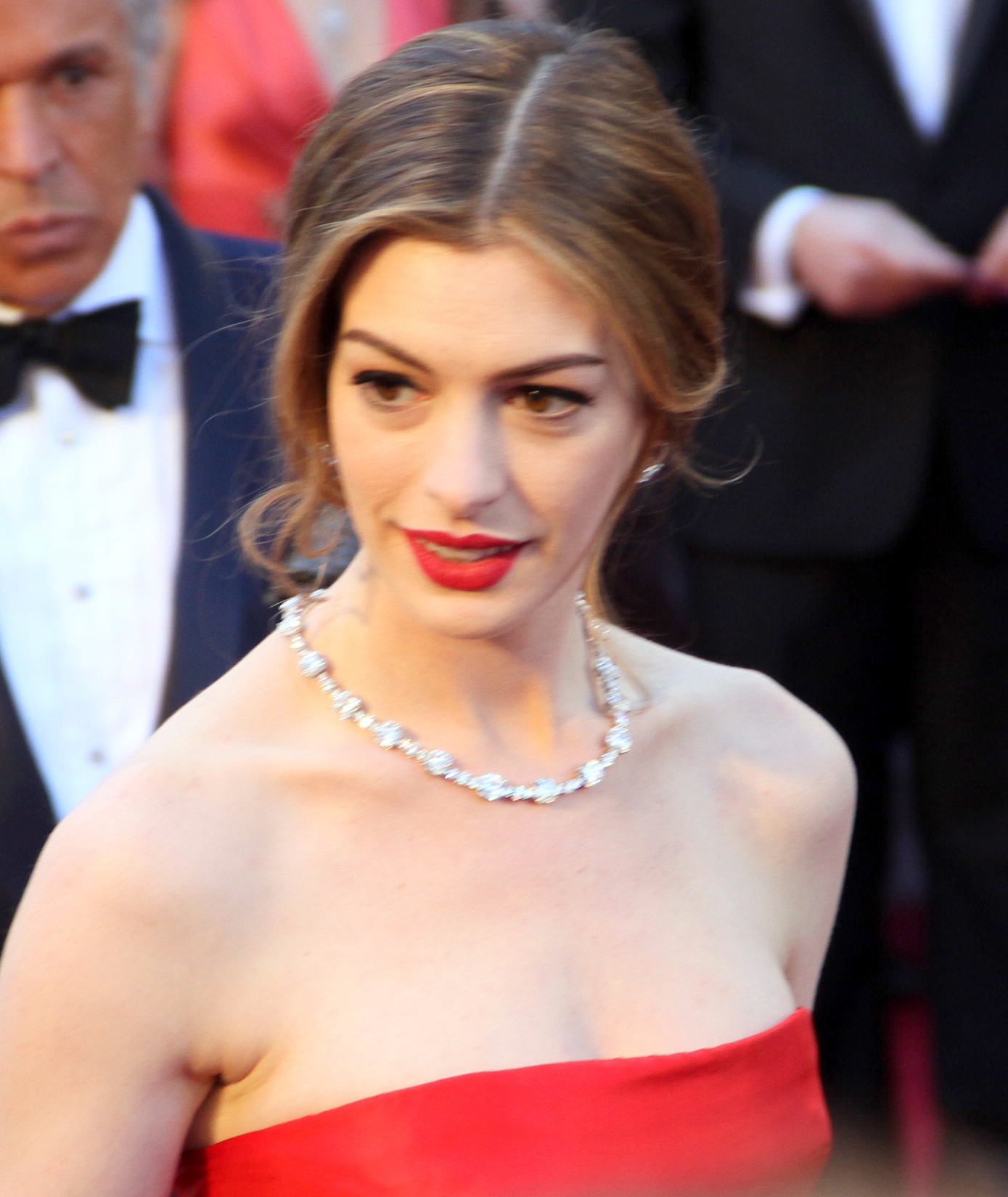
Anne Hathaway ai Premi Oscar 2011

### Attrice

#### Cinema
- Pretty Princess (The Princess Diaries), regia di Garry Marshall (2001)
- L'altro lato del paradiso (The Other Side of Heaven), regia di Mitch Davis (2001)
- Nicholas Nickleby, regia di Douglas McGrath (2002)
- Ella Enchanted - Il magico mondo di Ella (Ella Enchanted), regia di Tommy O'Haver (2004)
- Principe azzurro cercasi (The Princess Diaries 2: Royal Engagement), regia di Garry Marshall (2004)
- Havoc - Fuori controllo (Havoc), regia di Barbara Kopple (2005)
- I segreti di Brokeback Mountain (Brokeback Mountain), regia di Ang Lee (2005)
- Il diavolo veste Prada (The Devil Wears Prada), regia di David Frankel (2006)
- Becoming Jane - Il ritratto di una donna contro (Becoming Jane), regia di Julian Jarrold (2007)
- Agente Smart - Casino totale (Get Smart), regia di Peter Segal (2008)
- Rachel sta per sposarsi (Rachel Getting Married), regia di Jonathan Demme (2008)
- Passengers - Mistero ad alta quota (Passengers), regia di Rodrigo García (2008)
- Bruce e Lloyd - Fuori controllo (Get Smart's Bruce and Lloyd: Out of Control), regia di Gil Junger (2008) - cameo non accreditato
- Bride Wars - La mia migliore nemica (Bride Wars), regia di Gary Winick (2009)
- Appuntamento con l'amore (Valentine's Day), regia di Garry Marshall (2010)
- Alice in Wonderland, regia di Tim Burton (2010)
- Amore & altri rimedi (Love and Other Drugs), regia di Edward Zwick (2010)
- One Day, regia di Lone Scherfig (2011)
- Il cavaliere oscuro - Il ritorno (The Dark Knight Rises), regia di Christopher Nolan (2012) – Selina Kyle / Catwoman
- Les Misérables, regia di Tom Hooper (2012)
- Don Jon, regia di Joseph Gordon-Levitt (2013) - cameo
- Don Peyote, regia di Michael Canzoniero e Dan Fogler (2014) - cameo
- Interstellar, regia di Christopher Nolan (2014)
- Song One, regia di Kate Barker-Froyland (2014)
- Lo stagista inaspettato (The Intern), regia di Nancy Meyers (2015)
- Alice attraverso lo specchio (Alice Through the Looking Glass), regia di James Bobin (2016)
- Colossal, regia di Nacho Vigalondo (2016)
- Ocean's 8, regia di Gary Ross (2018)
- Serenity - L'isola dell'inganno (Serenity), regia di Steven Knight (2019)
- Attenti a quelle due (The Hustle), regia di Chris Addison (2019)
- Cattive acque (Dark Waters), regia di Todd Haynes (2019)
- Il suo ultimo desiderio (The Last Thing He Wanted), regia di Dee Rees (2020)
- Le streghe (The Witches), regia di Robert Zemeckis (2020)
- Locked Down, regia di Doug Liman (2021)
- Armageddon Time - Il tempo dell'apocalisse (Armageddon Time), regia di James Gray (2022)
- Eileen, regia di William Oldroyd (2023)
- E all'improvviso arriva l'amore (She Came to Me), regia di Rebecca Miller (2023)
- Mothers' Instinct, regia di Benoît Delhomme (2024)
- The Idea of You, regia di Michael Showalter (2024)

#### Televisione
- Get Real – serie TV, 13 episodi (1999-2000)
- Lip Sync Battle – show TV, episodio 1x03 (2015)
- Modern Love – serie TV, episodio 1x03 (2019)
- Assolo (Solos) – miniserie TV, episodio 1x01 (2021)
- WeCrashed – miniserie TV, 8 episodi (2022)

### Doppiatrice
- La ricompensa del gatto (Neko no ongaeshi), regia di Hiroyuki Morita (2003)
- Cappuccetto Rosso e gli insoliti sospetti (Hoodwinked!), regia di Cory Edwards, Todd Edwards e Tony Leech (2005)
- I Simpson (The Simpsons) – serie TV, episodi 20x17 - 21x10 (2009-2010)
- I Griffin presentano It's a Trap! (Family Guy Presents: It's a Trap), regia di Peter Shin (2010)
- I Griffin (Family Guy) – serie TV, episodio 8x13 (2010)
- Rio, regia di Carlos Saldanha (2011)
- Rio 2 - Missione Amazzonia (Rio 2), regia di Carlos Saldanha (2014)

## Teatro
- Carnival, libretto di Michael Stewart, colonna sonora di Bob Merrill, regia di Kathleen Marshall. New York City Center di New York (2002)
- La dodicesima notte di William Shakespeare, regia di Daniel Sullivan. Delacorte Theatre di New York (2009)
- Grounded di George Brant, regia di Julie Taymor. Public Theater di New York (2015)

## Riconoscimenti
- Premio Oscar
  - 2009 – Candidatura alla miglior attrice per Rachel sta per sposarsi
  - 2013 – Miglior attrice non protagonista per Les Misérables
- Golden Globe
  - 2009 – Candidatura alla miglior attrice in un film drammatico per Rachel sta per sposarsi
  - 2011 – Candidatura alla miglior attrice in un film commedia o musicale per Amore & altri rimedi
  - 2013 – Miglior attrice non protagonista per Les Misérables
- Premio BAFTA
  - 2013 – Migliore attrice non protagonista per Les Misérables
- Empire Award
  - 2013 – Candidatura alla miglior attrice per Il cavaliere oscuro – Il ritorno
- British Independent Film Award
  - 2007 – Candidatura alla miglior attrice per Becoming Jane - Il ritratto di una donna contro
- Boston Online Film Critics Award
  - 2012 – Miglior attrice non protagonista per Les Misérables
- Broadcast Film Critics Association Awards
  - 2013 – Candidatura alla miglior attrice non protagonista in un film d'azione per Il cavaliere oscuro – Il ritorno
- Critics' Choice Movie Award
  - 2009 – Miglior attrice per Rachel sta per sposarsi
  - 2013 – Miglior attrice non protagonista per Les Misérables
  - 2009 – Candidatura alla miglior recitazione d'insieme" per Rachel sta per sposarsi
- Character and Morality in Entertainment Award
  - 2003 – Premio Camie per L'altro lato del paradiso
- Chicago Film Critics Association Award
  - 2008 – Migliore attrice per Rachel sta per sposarsi
- DVD Exclusive Award (DVDX Award)
  - 2006 – Miglior attrice in un DVD première per Havoc - Fuori controllo
- Gotham Award
  - 2005 – Candidatura alla miglior cast per I segreti di Brokeback Mountain
- Independent Spirit Awards
  - 2009 – Candidatura alla miglior attrice protagonista" per Rachel sta per sposarsi
- London Critics Circle Film Awards
  - 2009 – Candidatura all'attrice dell'anno per Rachel sta per sposarsi
- MTV Movie Award
  - 2002 – Candidatura alla migliore interpretazione rivelazione femminile per Pretty Princess
  - 2009 – Candidatura alla migliore interpretazione femminile per Bride Wars - La mia migliore nemica
  - 2009 – Candidatura al miglior combattimento (condiviso con Kate Hudson) per Bride Wars – La mia migliore nemica
  - 2013 – Candidatura al miglior eroe per Il cavaliere oscuro – Il ritorno
- National Board of Review of Motion Pictures
  - 2002 – Miglior recitazione d'insieme per Nicholas Nickleby
  - 2008 – Miglior attrice per Rachel sta per sposarsi
- People's Choice Awards
  - 2013 – Candidatura al volto dell'eroismo preferito per Il cavaliere oscuro – Il ritorno
- Screen Actors Guild Award
  - 2006 – Candidatura alla miglior cast cinematografico per I segreti di Brokeback Mountain
  - 2009 – Candidatura alla migliore attrice cinematografica per Rachel sta per sposarsi
  - 2013 – Migliore attrice non protagonista cinematografica per Les Misérables
- Satellite Award
  - 2008 – Candidatura alla miglior attrice in un film drammatico per Rachel sta per sposarsi
  - 2010 – Migliore attrice in un film commedia o musicale per Amore e altri rimedi
  - 2012 – Migliore attrice non protagonista per Les Misérables[30]
- Saturn Award
  - 2013 – Miglior attrice non protagonista per Il cavaliere oscuro - Il ritorno
- Southeastern Film Critics Association Award
  - 2008 – Miglior attrice per Rachel sta per sposarsi
- Teen Choice Awards
  - 2009 – Miglior attrice in un film commedia per Bride Wars – La mia migliore nemica
  - 2000 – Candidatura all'attrice di prima scelta (TV) per Get Real
  - 2002 – Candidatura all'attrice di prima scelta (commedia) per Pretty Princess
  - 2006 – Candidatura alla miglior attrice per Il diavolo veste Prada
  - 2009 – Candidatura alla miglior brontolio (condiviso con Kate Hudson) per Bride Wars – La mia migliore nemica
  - 2009 – Candidatura al miglior momento da rockstar" per Bride Wars – La mia migliore nemica
- Washington D.C. Area Film Critics Association
  - 2012 – Miglior attrice non protagonista per Les Misérables
- Young Artist Award
  - 2000 – Candidatura alla migliore interpretazione in una serie TV per Get Real
- EDA Female Focus Award
  - 2013 – Candidatura alla miglior picchiaduro femminile in un film d'azione per Il cavaliere oscuro – Il ritorno
- Kids' Choice Awards
  - 2013 – Candidatura alla miglior picchiaduro femminile per Il cavaliere oscuro – Il ritorno

## Doppiatrici italiane
Nelle versioni in italiano delle opere in cui ha recitato, Anne Hathaway è stata doppiata da:
- Domitilla D'Amico ne Il cavaliere oscuro - Il ritorno, Interstellar, Song One, Lo stagista inaspettato, Ocean's 8, Serenity - L'isola dell'inganno, Cattive acque, Locked Down, Armageddon Time - Il tempo dell'apocalisse, E all'improvviso arriva l'amore, The Idea of You
- Federica De Bortoli in Principe azzurro cercasi, Alice in Wonderland, Amore & altri rimedi, Les Misérables, Alice attraverso lo specchio, Attenti a quelle due, Modern Love, Il suo ultimo desiderio, Assolo, WeCrashed
- Daniela Calò ne I segreti di Brokeback Mountain, Becoming Jane - Il ritratto di una donna contro
- Connie Bismuto ne Il diavolo veste Prada, Bride Wars - La mia migliore nemica
- Chiara Gioncardi in One Day, Eileen
- Claudia Catani in Passengers - Mistero ad alta quota, Le streghe
- Alessia Amendola in Pretty Princess
- Valentina Mari ne L'altro lato del paradiso
- Francesca Fiorentini in Nicholas Nickleby
- Perla Liberatori in Ella Enchanted - Il magico mondo di Ella
- Marisa Della Pasqua in Havoc - Fuori controllo
- Rossella Acerbo in Agente Smart - Casino totale
- Tiziana Avarista in Rachel sta per sposarsi
- Monica Bertolotti in Appuntamento con l'amore
- Francesca Manicone in Colossal
- Georgia Lepore in Mothers' Instinct

Da doppiatrice è sostituita da:
- Connie Bismuto ne I Simpson
- Perla Liberatori in Cappuccetto Rosso e gli insoliti sospetti
- Victoria Cabello in Rio
- Domitilla D'Amico in Rio 2 - Missione Amazzonia